# Loi des 27 avril-25 mai 1791 relative à l'organisation du ministère
Décret du 27 avril 1791 relatif à l'organisation du ministère
Loi du 25 mai 1791 relative à l'organisation du ministère
Lire en ligne

Wikisource

La loi des 27 avril – 25 mai 1791, relative à l'organisation du ministère, est une loi de la Révolution française.

## Élaboration
La loi consiste en un décret adopté par la Constituante le 27 avril 1791 et sanctionné par Louis XVI le 25 mai suivant.

## Contenu
La loi supprime les quatre secrétaires d'État du roi existant, à savoir : le secrétaire d'État de la Guerre, celui de la Marine, celui des Affaires étrangères et celui de la Maison du roi. Elle leur substitue six ministres, à savoir : le ministre de la Justice ; celui de la Guerre ; celui de la Marine ; celui de l'Intérieur ; et celui des Contributions et Revenus publics.
En disposant qu'« il n'y aura point de premier Ministre », l'article 13 exclut la prépondérance d'un premier ou principal ministre d'État.
La loi supprime le Conseil du roi,,,,. Sous l'appellation de Conseil d'État, elle lui substitue le Conseil des ministres. En matière de contentieux administratif en France, elle transfère à ce Conseil d'État la compétence pour statuer sur « les réclamations d'incompétence à l'égard des corps administratifs » que la loi des 7 – 14 octobre 1790 avait attribuée au roi en tant que « chef de l'administration générale » du royaume. En effet, l'article 17, aliéna 2, attribue à ce Conseil le pouvoir d'annulation des actes administratifs irréguliers ; et surtout l'article 17, aliéna 1er, lui confère pouvoir de juridiction sur les questions relevant des administrateurs locaux et sur « toutes les autres parties de l'administration générale » du royaume.
La loi reconnaît un pouvoir réglementaire autonome aux ministres en tant que chefs de services composant leurs départements.

## Suites
Les six ministères créés par loi des 27 avril – 25 mai 1791 sont supprimés par loi du 12 germinal an II (1er avril 1794) qui leur substitue douze commissions travaillant sous l'autorité du Comité de salut public,. Mais ils sont rétablis par la loi du 10 vendémiaire an IV (2 octobre 1795), le ministère des Affaires étrangères et celui des Contributions et Revenus publics devenant respectivement le ministère des Relations extérieures et celui des Finances,.

### Éditions
- [Démeunier 1791] J.-N. Démeunier (rapporteur du comité de constitution), « Projet de décret du 6 avril 1791 sur l'organisation du ministère », dans J. Mavidal et É. Laurent (dir.), Archives parlementaires de 1787 à 1860 : recueil complet des débats législatifs et politiques des Chambres françaises, 1re sér. : De 1787 à 1799, t. XXIV : Du 10 mars au 12 avril 1791, Paris, P. Dupont, 1886, 1re éd. (lire en ligne), Assemblée nationale, séance du 6 avr. 1791, p. 602-606 (lire en ligne).
- [Constituante 1791] Assemblée nationale (constituante), « Décret du 27 avril 1791 relatif à l'organisation du ministère », dans Collection générale des décrets rendus par l'Assemblée nationale : avec la mention des sanctions et acceptations données par le roi [« Collection Baudouin »], vol. 13 : Mois d'avril 1791, Paris, F.-J. Baudouin, 1re éd., 1 vol., XV-414, in-12 (BNF 33761237), p. 267-277 (lire en ligne).
- [Louis XVI 1791] Louis XVI, « Loi du 25 mai 1791 relative à l'organisation du ministère », dans Collection générale des lois, proclamations, instructions et autres actes du pouvoir exécutif : publiés pendant l'Assemblée nationale constituante et législative, depuis la convocation des États généraux jusqu'au 31 décembre 1791 [« Collection du Louvre »], t. IV, 1re part. : Avril – mai 1791, Paris, Imprimerie royale, 1792, 1 vol., XVI-945, in-4o (BNF 33761232, lire en ligne), texte no 926, p. 838-850 (lire en ligne).